# Els Cuassos
Els Cuassos és una muntanya de 1.958 metres que es troba al municipi de les Valls de Valira, a la comarca de l'Alt Urgell.